# Hetepheres I.
Hetepheres I. je bila egipatska kraljica supruga iz 4. dinastije.

## Etimologija
| Htp · t · p | Hr · r | s |

Heteferesino ime znači "zadovoljno je njezino lice". Izvorno se njezino ime pisalo Hotep-heres ili Hetep-heres. Hotep (hetep) je riječ koja se prevodi kao "zadovoljstvo".

## Životopis
Huni, zadnji vladar 3. dinastije, prvo je oženio Džefatnebti, koja je bila njegova glavna žena, te mu je rodila Heteferes I. Huni je zatim oženio drugu ženu, Meresank I., i ona mu je rodila Snofrua.
Hetepheres je odrastala kao princeza na kraljevskom dvoru, zajedno sa svojim polubratom, koji je oženio svoju prvu suprugu. Kad je Huni umro, Snofru ga je naslijedio, ali je oženio Hetepheres , kako bi ozakonio svoju vlast. Njegova majka naime nije bila kraljevske krvi, pa on nije mogao biti zakoniti vladar sve dok ne oženi nekog tko u sebi nosi čistu krv egipatske vladajuće dinastije. Hetepheres je to bila, i tako je postala glavna žena svoga polubrata, te je bila prva princeza koja je postala kraljica u 4. dinastiji.
Hetepheres je imala dvoje djece sa Snofruom – prvo kćer, koja je nazvana po njoj, a zatim sina Kufua, čistokrvnog Snofruovog nasljednika. Bila je teta svoj Snofruovoj djeci, pa i svojoj vlastitoj, jer joj je muž bio polubrat.
Hetepheres je imala veću moć tijekom vladavine svog sina Kufua. Njezini su naslovi bili "Božja kći njegova tijela" (pod bogom se misli njezin otac Huni), "Kraljeva kćer", "Majka dvojnog kralja".
Kufu je jednu svoju kćer nazvao Hetepheres, po svojoj majci. 

## Grobnice
Hetepheres je umrla pod vladavinom svoga sina Kufua, s kojim je bila posebno vezana te je pokopana u grobnici kod Savijene piramide u Dašuru. Njezina je grobnica tamo opljačkana, te je njezina mumija uništena. Kufu je poslije naredio da se blago njegove majke i njezini unutarnji organi premjeste u grobnicu G 7000 X u Gizi, koja se nalazi blizu
Velike piramide – Kufuove vlastite grobnice. Tamo je nađeno veličanstveno blago: krevet, prijestolja, kovčeg, sarkofag. Premještaj je obavio Hemiunu, Heteferesin pranećak.